# Kutno ubrzanje
Kutno ubrzanje ili kutna akceleracija (oznaka α) je vektorska fizikalna veličina koja opisuje brzinu promjene kutne brzine pri ubrzanom kruženju pod djelovanjem momenta sila oko centra vrtnje. Iznos kutnog ubrzanja je derivacija kutne brzine ω po vremenu t,
{\displaystyle {\alpha }={\frac {\mathrm {d} \omega }{\mathrm {d} t}}}
odnosno druga derivacija kuta φ kojim se opisuje položaj čestice pri vrtnji, 
{\displaystyle {\alpha }={\frac {\mathrm {d} ^{2}{\varphi }}{\mathrm {d} t^{2}}}}.
U Međunarodnom sustavu (SI) mjerna jedinica za kutno ubrzanje je radijan u sekundi na kvadrat (rad/s2).
Slično kao kod gibanja po pravcu, gdje sila uzrokuje ubrzanje ({\displaystyle {\vec {F}}=m\,{\vec {a}}}), uzrok promjene kutne brzine je moment sila, M. Tako je
{\displaystyle {\vec {M}}=I\,{\vec {\alpha }}},
gdje je vektor momenta jednak
{\displaystyle {\vec {M}}={\vec {r}}\times {\vec {F}}}.
Kod gibanja oko osi, vektor kutnog ubrzanja je usmjeren po osi. Ako je u istom smjeru kao trenutna kutna brzina, vrtnja tijela se ubrzava; ako su suprotne orijentacije, ona se usporava.